# Alouatta mauroi
Alouatta mauroi es una especie extinta de primate platirrino que habitó en Brasil durante el Pleistoceno tardío.
El espécimen, consistente en varios fragmentos craneales, fue hallado en 1984 en el estado de Bahía, Brasil, y depositado en el Museo de Ciencias Naturales, de la Pontificia Universidad Católica de Minas Gerais, Belo Horizonte. Fue descrito formalmente en 2008 luego de compararlo con las diferentes especies de Alouatta.
La existencia de la especie en el estado de Bahía durante el Pleistoceno, hace probable que haya coexistido con especies grandes de platirrinos como Protopithecus y Caipora, cuyo tamaño excedía en un 20% el de los platirrinos modernos.